# یگانه بهرامی

 یگانه بهرامی دیزیچه (زاده ۲۰ آذر ۱۳۸۲) بازیکن چپ دست هاکی روی یخ اهل ایران است. 
بهرامی عضو تیم مستر آیس هاکی کلاب و فوروارد تیم ملی هاکی روی یخ بانوان ایران است. وی در مسابقات هاکی روی یخ بانوان قهرمانی آسیا و اقیانوسیه ۲۰۲۳ به مدال تیمی نقره دست یافت.
بهرامی در این بازی‌ها در هر ۶ مسابقه به میدان رفت.
وی لقب زیبا ترین بازیکن هاکی را نیز دارد.